# Deborreides
Deborreides is een geslacht van vlinders van de familie van de zakjesdragers (Psychidae). De wetenschappelijke naam van dit geslacht is voor het eerst voorgesteld door Jean Bourgogne in een publicatie uit 1965.
Dit geslacht is monotypisch, dat wil zeggen dat het maar één soort heeft namelijk Deborreides febrettina (Bourgogne, 1965), die in Zimbabwe voorkomt.